# كيفن توماس
كيفن توماس (بالإنجليزية: Kevin Thomas)‏ (25 أبريل 1975 بإدنبرة في المملكة المتحدة - ) هو لاعب كرة قدم بريطاني في مركز الهجوم. شارك مع منتخب اسكتلندا تحت 21 سنة لكرة القدم. أما مع النوادي، فقد لعب مع بونيس يونايتد وسانت جونستون وهارت أوف ميدلوثيان وTampereen Pallo-Veikot ‏ ونادي ستيرلينغ ألبيون ونادي مونتروز لكرة القدم وبيرويك راينجرز ونادي غرينوك مورتون.

## وصلات خارجية
- كيفن توماس على موقع قاعدة بيانات كرة القدم.إي يو (الإنجليزية)
- كيفن توماس على موقع Soccerbase.com (لاعب) (الإنجليزية)